# Ocean City (Florida)
Ocean City és una concentració de població designada pel cens dels Estats Units a l'estat de Florida. Segons el cens del 2000 tenia 5.594 habitants.

## Demografia
Segons el cens del 2000, Ocean City tenia 5.594 habitants, 2.478 habitatges, i 1.479 famílies. La densitat de població era de 1.349,9 habitants/km².
Dels 2.478 habitatges en un 23,3% hi vivien nens de menys de 18 anys, en un 44,8% hi vivien parelles casades, en un 11,3% dones solteres, i en un 40,3% no eren unitats familiars. En el 31,8% dels habitatges hi vivien persones soles el 9,8% de les quals corresponia a persones de 65 anys o més que vivien soles. El nombre mitjà de persones vivint en cada habitatge era de 2,26 i el nombre mitjà de persones que vivien en cada família era de 2,83.
Per edats la població es repartia de la següent manera: un 20,9% tenia menys de 18 anys, un 9,8% entre 18 i 24, un 30,7% entre 25 i 44, un 23,3% de 45 a 60 i un 15,3% 65 anys o més.
L'edat mediana era de 38 anys. Per cada 100 dones de 18 o més anys hi havia 98,3 homes.
La renda mediana per habitatge era de 35.759 $ i la renda mediana per família de 43.625 $. Els homes tenien una renda mediana de 27.472 $ mentre que les dones 23.049 $. La renda per capita de la població era de 23.418 $. Entorn del 5,9% de les famílies i el 8,6% de la població estaven per davall del llindar de pobresa.

## Poblacions més properes
El següent diagrama mostra les poblacions més properes.